# Holothuria occidentalis
Holothuria occidentalis is een zeekomkommer uit de familie Holothuriidae.
De wetenschappelijke naam van de soort werd in 1875 gepubliceerd door Hubert Ludwig.